# 브루트키

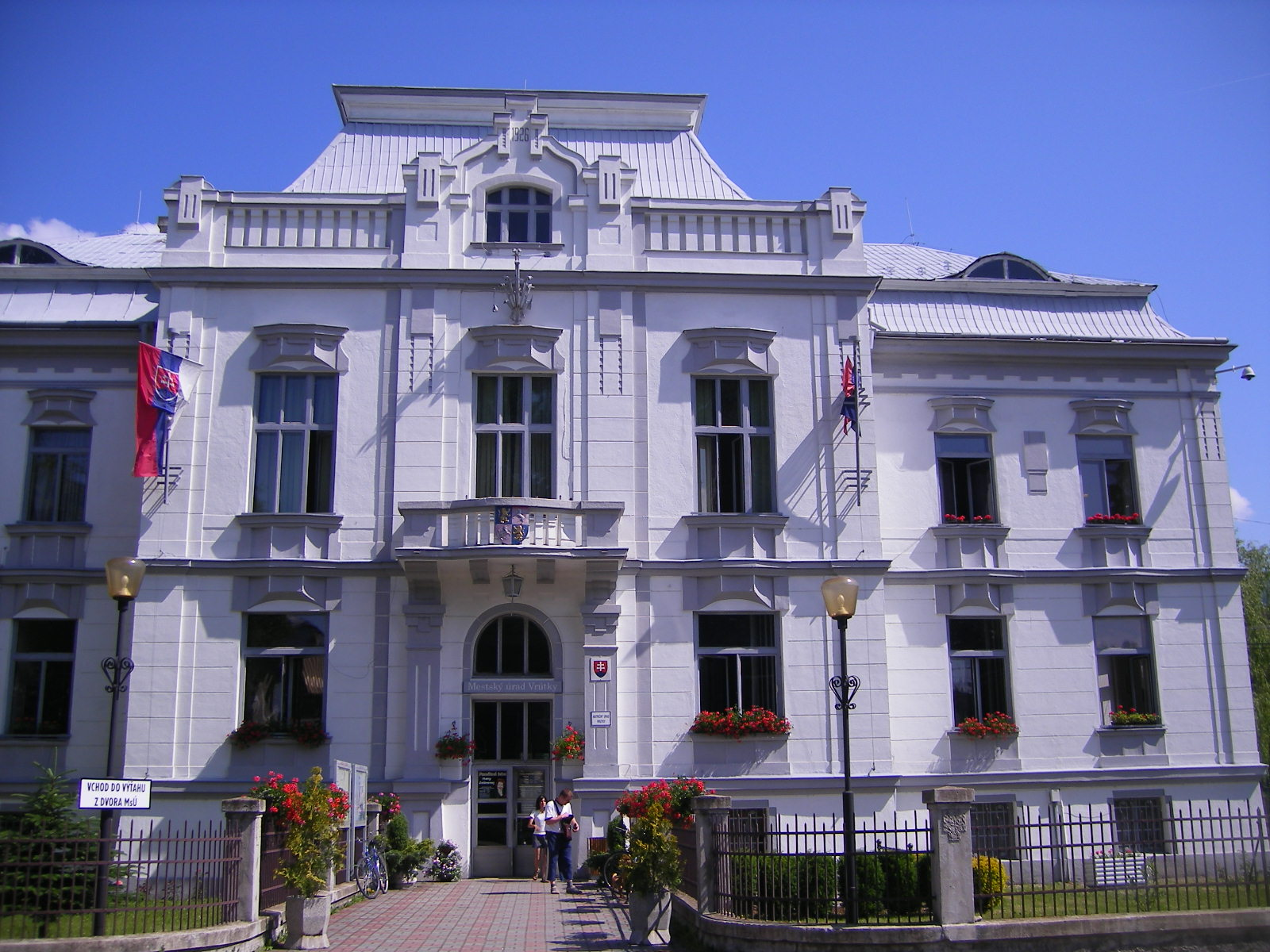
브루트키 시청

브루트키(슬로바키아어: Vrútky, 독일어: Ruttek 루테크[*], 헝가리어: Ruttka 루트커[*])는 슬로바키아 질리나주에 위치한 도시로 면적은 18.656km2, 높이는 382m, 인구는 7,247명(2011년 기준), 인구 밀도는 388명/km2이다.
마르틴에서 북쪽으로 3km, 질리나에서 남쪽으로 25km 정도 떨어진 곳에 위치한다. 바흐강(Váh)과 투리에츠강(Turiec)이 합류하는 지점으로서 소파트라산맥과 가까운 편이다. 1255년 문헌에서 처음 등장했다.